# Machhindra FC
Der Machhindra FC ist ein Fußballverein in Kathmandu in Nepal. Der Verein spielt in der höchsten Liga des Landes, der A-Division League. Die Heimspiele werden im Dasrath Stadion ausgetragen.

## Geschichte
Gegründet wurde der Verein 1973 als Machhindra Football Team. Benannt wurde der Verein nach einer Gottheit der zentralen Kathmandu-Region, dem weißen Machhindra Nath. Der Verein startete in der D-Division und stieg in den folgenden Jahren jeweils eine Spielklasse auf. Als der 2. Platz in der B-Division belegt wurde, entschied die ANFA, dass es anstatt der bisherigen zwei Aufsteiger nur einen geben würde. Bis 2005 verbrachte der Verein seine Zeit in der zweiten Liga Nepals, ehe er in die erste Liga aufsteigen konnte. In der letzten gespielten Saison 2006/07 belegte der Verein den 6. Platz.
Seit Beginn der 2020er Jahre feiert der Klub zahlreiche Titelgewinne und Pokalerfolge.
Meister in der Martyr's Memorial A-Division League: 2023, 2024, 2025
Machhindra FC gewann dreimal in Folge die höchste nepalesische Fußballliga und dominierte damit das nationale Vereinsfußballgeschehen.
KP Oli Cup Sieger: 2023, 2024, 2025
Der Klub sicherte sich dreimal hintereinander den KP Oli Cup, zuletzt 2025 mit einem 2:0-Finalsieg gegen Tribhuvan Army Club. Damit gelang Machhindra ein Hattrick in diesem prestigeträchtigen Pokalwettbewerb.
Besonderes Ereignis
Für das Finale des KP Oli Cup, in dem Machhindra FC gegen Tribhuvan Army FC antrat, war der italienische Torwartstar Gianluigi Buffon als Gast in Nepal.
Machhindra FC ist weiterhin einer der führenden Fußballvereine Nepals, nimmt an nationalen und internationalen Wettbewerben teil.